# Ngô Đình Loan
Ngô Đình Loan (sinh 10/1/1942 tại Xã Trí Quả, huyện Thuận Thành, Bắc Ninh) là đại biểu Quốc hội Việt Nam khóa X.Ông là Bí thư Tỉnh uỷ, Chủ tịch HĐND tỉnh Bắc Ninh, Trưởng Đoàn đại biểu Quốc hội tỉnh Bắc Ninh từ năm 1997 đến năm 2001.